# Марека (река)
Марека — река в Шенкурском районе Архангельской области, левый приток реки Вага (бассейн Северной Двины). Длина реки — 41 км.
Берёт начало из болота Чарусы. В верховьях течёт на восток, потом сворачивает на северо-восток, в нижнем течении делает большую петлю. На всём протяжении ширина русла не превышает 10 метров. После впадения основного притока Мурга имеет русло шириной 6 метров, глубина 1,2 метра. Примерно в 4 километрах от устья реку пересекает автодорога М8.
Поселений на реке практически нет, только в нижнем течении реки, при пересечении с автодорогой М8 находится деревня Глубышевская, и в устье реки деревня Водопоевская

## Данные водного реестра
По данным государственного водного реестра России и геоинформационной системы водохозяйственного районирования территории РФ, подготовленной Федеральным агентством водных ресурсов:
- Бассейновый округ — Двинско-Печорский
- Речной бассейн — Северная Двина
- Речной подбассейн — Северная Двина ниже места слияния Вычегды и Малой Северной Двины
- Водохозяйственный участок — Вага

## Топографическая карта
- Лист карты P-38-61,62 Шенкурск. Масштаб: 1 : 100 000. Указать дату выпуска/состояния местности.